# William Allen (kardinal)
William Allen, född 1532 i Rossall, Lancashire, död 16 oktober 1594 i Rom, var en engelsk teolog och kardinal. 
Allen studerade först i Oxford och anslöt sig efter åtskilligt vacklande till katolicismen, varefter han gjorde dess återinförande i England till sin livsuppgift. 1561 avslutade han sina teologiska studier i Louvain och återvände 1562 till England, där han höll sig dold på det ena gömstället efter det andra och överallt eggade sina meningsfränder att orubbligt förbli vid den gamla tron. 
1565 lämnade Allen för alltid England, lät i Malines ordinera sig till katolsk präst och for 1567 till Rom, där han ivrigt påyrkade upprättandet av ett prästseminarium för katolskt sinnade engelska studerande. Ett dylikt college grundade han 1568 vid universitetet i Douai, där han 1570 blev teologie professor. Den nederländska uppresningens raska utbredning gjorde snart Douai osäkert, och 1578 utdrevs de där studerande engelsmännen. 
I Rom, dit Allen 1579 kallats för att ordna Collegium Anglorum, förmådde han påven att överlåta dess ledning åt jesuiterna, liksom han också kraftigt gynnade den jesuitmission, som 1580 började i England. Det nya engelska prästseminarium, som grundats i Rheims, förestods till 1585 av Allen och blev huvudhärden för den katolska reaktionens agitationsarbete i England, vilket på 1580-talet antog en alltmera utpräglad politisk karaktär. 
Allen intrigerade med Maria Stuart, Guiserna och de i England verkande jesuitmissionärerna samt blev 1587 av Sixtus V upphöjd till kardinal för att efter Filip II:s väntade seger kunna som ärkebiskop av Canterbury leda det katolska restaurationsarbetet. Armadans nederlag gjorde slut på dessa planer, och Allen tillbragte i tillbakadragenhet, nästan i armod, sina återstående dagar i det engelska kollegiet i Rom. 
Allens politiska planer misslyckades fullständigt, men genom grundläggningen av kollegierna i Douai, Rheims och Rom gav han åt den engelska katolicismen en hållpunkt, som räddade den från att alldeles utplånas. Hans litterära arbeten utgörs mest av religiöst politiska stridsskrifter, till exempel Apology for the two english colleges (1581). I de under hans namn utgivna, ytterligt häftiga smädeskrifter mot Elisabet, vilka utspriddes vid tiden för spanska armadans anfall, lär Allen personligen haft ringa direkt andel.